# Strażnica WOP Piasek
Strażnica WOP Piasek – podstawowy pododdział graniczny Wojsk Ochrony Pogranicza pełniący służbę ochronną na granicy polsko-niemieckiej.

## Formowanie i zmiany organizacyjne
Strażnica została sformowana w 1945 w strukturze 12 komendy odcinka Chojna jako 57 strażnica WOP. Początkowo ochraniała odcinek granicy wzdłuż Odry od Bielinka [wył.] do Radunia. Linia zaporowa od wysokości leśnictwa Trzypole przez Krzymów do szosy Chojnice-Schwedt o stanie 56 żołnierzy. Kierownictwo strażnicy stanowili: komendant strażnicy, zastępca komendanta do spraw polityczno-wychowawczych i zastępca do spraw zwiadu. Strażnica składała się z dwóch drużyn strzeleckich, drużyny fizylierów, drużyny łączności i gospodarczej. Etat przewidywał także instruktora do tresury psów służbowych oraz instruktora sanitarnego. 
W związku z reorganizacją oddziałów WOP w 1948, strażnica podporządkowana została dowódcy 40 batalionu OP. Od stycznia 1951 strażnica podlegała dowódcy 122 batalionu WOP. 
Od 15 marca 1954 wprowadzono nową numerację strażnic, a 57 strażnica  III kategorii otrzymała nr 55. 
W 1956 rozpoczęto numerowanie strażnic na poziomie brygady. Strażnica II kategorii Piaski była 2. w 12 Brygadzie Wojsk Ochrony Pogranicza.
Po reorganizacji batalionu Chojna w 1958, strażnica Piasek posiadała numer 6.
Rozkazem organizacyjnym dowódcy WOP nr 0148 z 2.09.1963 przeformowano strażnicę lądową kategorii III Piasek na 16 strażnicę WOP rzeczną kategorii I.
W 1989 rozformowano strażnicę.

## Służba graniczna
W 1960 24 strażnica WOP III kategorii ochraniała odcinek granicy państwowej o długości 12200 m od znaku granicznego 677 do zn. gr. 649.

## Dowódcy strażnicy
- por. Jan Jaworski (był 10.1946)[c].
- ppor. Olejniczak –1945[2]

- ppor. Chmielewski Stanisław (1953–1955)[14]
- por. Machul Stanisław (1955–1956)[14]
- por./kpt. Słomka Władysław (1956–1965)[15]
- kpt. Szymański Stanisław (1965–?)